# Edward Harley (1624-1700)
Pour les articles homonymes, voir Edward Harley.
Edward Harley KB (21 octobre 1624 - 18 décembre 1700) est un homme politique anglais qui siège à la Chambre des communes à plusieurs reprises entre 1646 et 1695. Il soutient la cause parlementaire dans la guerre civile anglaise.

## Biographie
Harley est né à Brampton Bryan Castle, Herefordshire, fils de Sir Robert Harley, et de sa troisième épouse Brilliana, fille d'Edward Conway (1er vicomte Conway). Il fait ses études à Gloucester, à Shrewsbury School et à Magdalen Hall, à Oxford. Il est un étudiant de Lincoln's Inn en 1641.
En 1642, il prend les armes dans la cause parlementaire contre le roi en 1642, tout en désapprouvant la suprématie militaire dans la nation. Il reçoit une balle dans le bras lors d'une escarmouche dans le Gloucestershire en août 1644 . En 1646, il est élu député du Herefordshire en tant que recruteur du Long Parlement et est exclu en 1648 lors de la Purge de Pride. En 1656, son père meurt et il hérite de ses domaines, il est également élu député du Herefordshire à nouveau au deuxième parlement du protectorat.
Il est de nouveau élu député du Herefordshire en 1660 pour le Parlement de la Convention. A la Restauration, Charles II le nomme gouverneur de Dunkerque en 1660. Il est élu député de Radnor en 1661 pour le Parlement cavalier et réélu en février 1679 pour le premier Parlement d'exclusion. Lors de la deuxième élection de 1679, il est de nouveau élu député du Herefordshire et réélu en 1681. Il soutient la révolution de 1688 et est réélu pour le Herefordshire en 1689, en 1693 et 1695.
Harley est un défenseur consciencieux des droits du peuple, qui montre son appréciation en l'envoyant continuellement au Parlement. Bien qu'il soit lui-même un homme d'église, il lutte contre toute forme de persécution des dissidents, est sans préjugé de parti, et on se souvient plus de ses bienfaits pratiques que pour des performances théoriques telles que A Scriptural and Rational Account of the Christian Religion (1695).

## Famille
Harley est marié deux fois. Le 26 juin 1654, il épouse Mary, fille de William Button de Parkgate, Tawstock, Devon. Ils ont quatre filles une s'appelait Elizabeth. Le 25 février 1661, il épouse Abigail, la fille de Nathaniel Stephens d'Eastington, Gloucestershire. Ils ont quatre fils (dont l'un est décédé avant son père) et une fille,  Abigail. Il a deux fils connus Robert (plus tard comte d'Oxford) et Edward (1664-1735).